# Hengsbergtunnel
Der Hengsbergtunnel in der Steiermark bildet das Kernstück im Teilabschnitt Werndorf – Wettmannstätten der im Bau befindlichen Koralmbahn Graz – Klagenfurt.

## Geografie
Der Eisenbahntunnel hat eine Gesamtlänge von 1695 m, führt annähernd in Nord-Süd-Richtung unter einem Ausläufer des Buchkogels hindurch und wird im Endausbau zweigleisig betrieben werden.

## Geschichte vom Rohbau bis zur Teilinbetriebnahme
- Die geplante Bauzeit der Tunnelröhre war von November 2007 bis Mai 2010 mit einer Auftragssumme von 74 Mio. Euro.
- Der Tunnelanschlag erfolgte am 27. Juni 2008.[1]
- Der Tunneldurchschlag erfolgte am 29. April 2009.[2]
- 1035 m wurden in Spreng- und Baggervortrieb nach dem Prinzip der Neuen Österreichischen Tunnelbaumethode, 450 m in offener Bauweise und 210 m in Deckelbauweise erstellt.[3]
- Mitte Juli 2010 wurde die letzte Gleislücke im Hengsbergtunnel geschlossen und somit die Strecke Werndorf – Wettmannstätten durchgängig (eingleisig, nichtelektrisch) befahrbar fertiggestellt.
- Am 29. September 2010 wurde die Teilstrecke der Koralmbahn Werndorf – Hengsberg – Wettmannstätten erstmals mit einem Reisezug befahren. Der Sonderzug der Steiermärkischen Landesbahnen bestand aus einer Diesellok und einem Reisezugwagen. Bei der Fahrt wurde neben einem Halt im Tunnel auch in den Haltestellen Hengsberg und Wettmannstätten angehalten und die Anlagen dieser Neubaustrecke von den Teilnehmern dieser Sonderfahrt besichtigt.[4]
- Am 26. Oktober 2010 (Nationalfeiertag) nützten insgesamt über 350 Wanderer aus den Gemeinden Hengsberg, Weitendorf und Wildon die einmalige Möglichkeit, den Hengsbergtunnel zu Fuß zu durchqueren.
- Am 2. November gab es die nächste Premiere, erstmals befuhr im Zuge einer Evaluierungsfahrt ein Stadler GTW den Hengsbergtunnel. Auf seiner „Jungfernfahrt“ auf der Koralmbahn ist der GTW ab Graz  durch den Hengsbergtunnel (mit einem geplanten „Nothalt inkl. Evakuierungsübung“) bis zur Baustellenabzweigung Leibenfeld bei Deutschlandsberg gefahren.
- Am 3. Dezember wurde einer der verkehrstechnisch spektakulärsten Bauabschnitte auf der steirischen Seite der Koralmbahn offiziell eröffnet. Die letzte Eröffnung einer Bahnstrecke für den Personenverkehr in der Steiermark lag 79 Jahre zurück: Am 15. Juni 1931 wurde die Strecke Feldbach–Bad Gleichenberg eröffnet. Das 14 km lange Teilstück von Werndorf bis Wettmannstätten wurde in einer Bauzeit von knapp vier Jahren realisiert.
- Am 4. Dezember fand im Hengsbergtunnel eine Katastrophenübung statt. Übungsannahme war: Im Tunnel ist ein Personenzug nach einer Kollision mit einer entlaufenen Schafherde entgleist. Acht Freiwillige Feuerwehren mit 16 Fahrzeugen und 93 Einsatzkräften sowie die Polizei beteiligten sich an der Übung und „retteten“ 37 Fahrgäste.[5]
- Teilinbetriebnahme: Seit dem Fahrplanwechsel am 12. Dezember 2010 wird die S6 Graz — Wies-Eibiswald statt wie bisher über Lieboch, jetzt über die Südbahn und Koralmbahn geführt. Dieselbetriebene S-Bahn-Züge der GKB fahren im eingleisigen Betrieb durch den Tunnel.[6]

Im Sommer 2011 wurde sechs Wochen lang sämtlicher Güterverkehr vom Grazer Hauptbahnhof (nach Wettmannstätten und darüber hinaus) über die Südbahn und Koralmbahn geführt, da wegen Bauarbeiten die Gleisverbindung vom Köflacherbahnhof dorthin unterbrochen war.
Am 2. Mai 2016 wurde mit dem Bau des zweiten Gleises zwischen Weitendorf und Wettmannstätten begonnen. Am 14. Oktober 2018 wurden die Arbeiten abgeschlossen. Zwischen Weitendorf und Wettmannstätten wurden insgesamt 18 Kilometer Gleise verlegt, bis zum neuen Bahnhof Weststeiermark.